# Світова географія (журнал)
«Світова географія» (англ. World Geographic Magazine) — український науково-популярний журнал, який видавався українською та англійською мовами. Журнал був заснований 1997 року письменником і мандрівником Ігорем Козловським. 2022 року видання журналу було припинено.
Журнал «Світова географія» у друкованому форматі був заявлений як щомісячний але виходив нерегулярно. До 2022 року існувала електронна версія на сайті World-Geographic.com, а також власна сторінка і спільнота у Facebook.
Журнал спеціалізувався на науково-популярних статтях з географії, біології, геології, природознавства, історії, містив публікації про мандри й наукові експедиції тощо. Паралельним проектом журналу була організація дослідницьких походів по всьому світу «Експедиція ІКС» та зйомок телевізійних документальних фільмів про них. Логотипом часопису є напис «Світова географія» золотим і білим кольорами на чорному тлі.

## Історія

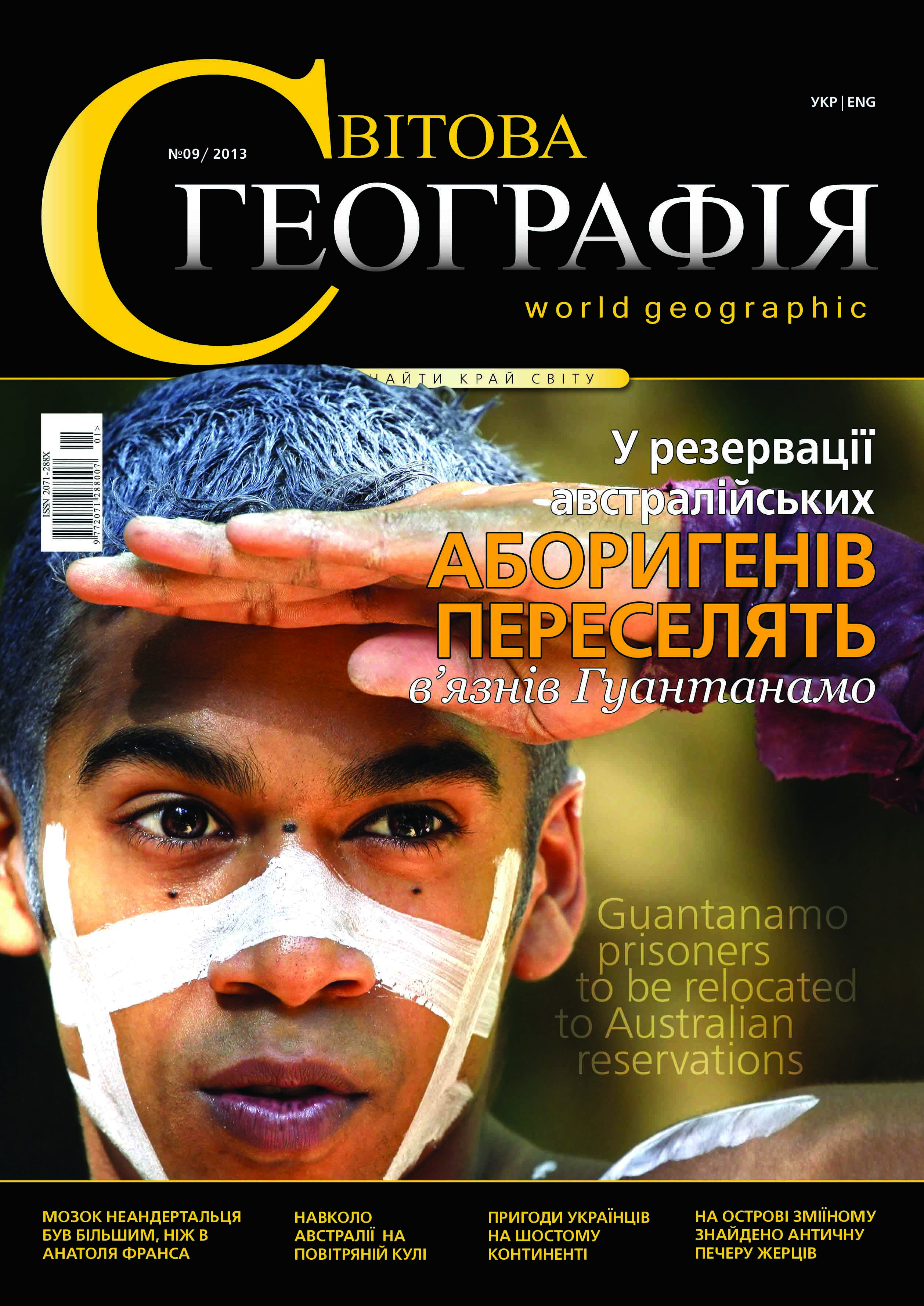
Один з номерів журналу за 2013 рік

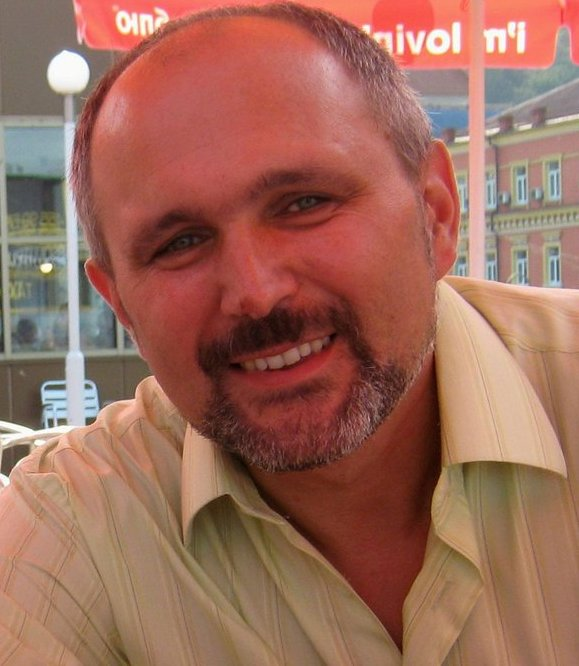
Ігор Козловський, засновник і головний редактор журналу

«Світова географія» був  одним із перших в Україні науково-популярних географічних журналів. Ідея його створення виникла 1986 року, однак засновникам і однодумцям знадобилося 11 років на підготовку випуску видання. 1997 року перший номер журналу побачив світ в Івано-Франківську, після чого видавництво тривало у Львові, а з 2002 року у Києві. У зв'язку з економічною кризою та зменшенням рекламних бюджетів видання журналу припинилось у листопаді 2010 року.  У серпні 2013 випуск друкованої версії журналу було поновлено. Журнал розповсюджувався у кіосках Києва, а на 2014 рік було заплановано розповсюдження через передплату, проте журнал не було внесено до списку офіційно зареєстрованої періодики у Державному реєстрі друкованих ЗМІ.
Перший наклад часопису становив лише 350 примірників, станом на серпень 2013 року журнал мав 20 тис. примірників, видавався українською та англійською мовою та мав представництва у країнах Європи та Північної Америки. З 1997 року незмінним головним редактором журналу «Світова географія» був засновник видання Ігор Козловський.

## Тематика
Журнал «Світова географія» — науково-популярний журнал, розрахований на широку аудиторію. Основна його тематика присвячена географії та туризму: найновіші наукові відкриття, подорожі, експедиції, дослідження флори та фауни, неживої природи. Значну увагу у журналі приділяється темі охорони довкілля. Редакція отримала домовленості з американськими університетами та вченими Берклі, Гарварду та Гонолулу щодо публікації у журналі статей про їх найновіші дослідження.
Також у журналі розміщені статті соціально-політичного змісту та історичні розвідки. Зокрема, №7 2013 року містить статті, присвячені воєнному конфлікту в Грузії 2008 року і роковинам Скнилівської трагедії. Публікації у журналі супроводжені якісними фотоілюстративні матеріалами високого ґатунку і часто мають яскраве емоційне забарвлення, характерне для популярних видань. У статтях характерне використання наукових пояснень, метафор, аналогій та емотивних елементів, зроблено акцент на практичній цінності наукових розробок, що на думку дослідників видання позитивно впливає на сприяння тексту читачем.